# Shannon Miller
Shannon Lee Miller (Rolla, 10 marzo 1977) è un'ex ginnasta statunitense, membro delle Magnificent Seven, il primo team statunitense ad aver vinto un oro olimpico nel concorso a squadre di ginnastica artistica.
Shannon è una delle atlete più medagliate nella storia degli Stati Uniti d'America vincendo, tra il 1991 e il 1996, sedici medaglie Mondiali e Olimpiche. Inoltre, alle Olimpiadi di Barcellona 1992, vince cinque medaglie (due argenti e tre bronzi).

## Carriera
Shannon nasce a Rolla, Missouri, ma all'età di sei anni si trasferisce con la famiglia ad Edmond. Inizia a praticare ginnastica artistica a cinque anni e, quattro anni dopo, parte per Mosca insieme a sua madre per partecipare ad un Campo di Ginnastica. A dodici anni partecipa e arriva al terzo posto al Festival Olimpico, una competizione nata per presentare i nuovi talenti nel campo della ginnastica. Nel 1990 viaggia in Europa e nel 1991, durante la Swiss Cup e l'Arthur Gander Memorial, ottiene due 10 Perfetti alla trave. Inoltre, all'Arthur Gander Memorial vince il concorso generale individuale e ottiene il punteggio più alto realizzato da una donna americana (con la scala di punteggio del 10.0): 39,875 punti.
Ai suoi primi Campionati Mondiali, Shannon vince la medaglia d'argento alle parallele asimmetriche (alla pari con Tatiana Gutsu) e nel concorso a squadre. La medaglia di squadra è la prima per gli Stati Uniti d'America.

### 1992: le Olimpiadi di Barcellona
All'American Cup, Shannon cade durante la sua routine al corpo libero. A causa dell'infortunio, è impossibilitata a partecipare ai Campionati Mondiali di Parigi. Torna a competere ai Campionati Nazionali dove sconfigge la rivale Kim Zmeskal. Non ancora guarita completamente dal suo infortunio, non può eseguire i suoi elementi più difficili. Partecipa comunque ai Trials Olimpici, dove arriva prima e batte ancora la Zmeskal.
Alle Olimpiadi, durante la finale del concorso individuale, la Miller non vince la medaglia d'oro per 0.012 punti. Compete anche in altri eventi e vince diverse medaglie: l'argento alla trave e il bronzo al corpo libero e alle parallele asimmetriche. Queste cinque medaglie ottenute in una sola Olimpiade sono un record per gli Stati Uniti d'America. Come Lavinia Miloșovici, Shannon è l'unica ginnasta ad aver partecipato a tutti gli eventi, con ben sedici performance (ed in tredici esercizi ha ottenuto un punteggio di 9.9 o superiore).

### 1993-1994: due volte Campionessa Mondiale
Dopo le Olimpiadi, Shannon domina i Campionati Mondiali dei seguenti due anni, diventando l'unica ginnasta statunitense ad aver vinto il concorso generale individuale dei Campionati Mondiali per due anni consecutivi.
Nel 1993 si qualifica facilmente al primo posto della classifica generale grazie alle sue buone performance in tutti e quattro gli eventi. In seguito alla disgregazione dell'URSS, gli atleti della vecchia Unione Sovietica subirono degli enormi sconvolgimenti e la maggior parte di loro non furono pronti per partecipare ai Mondiali del '93. La Miller, al contrario, era ben preparata e con le nuove routine che si adattavano per conformarsi meglio col nuovo Codice dei Punteggi. Durante le qualificazioni arriva prima con uno stacco di più di due decimi e in finale vince l'oro. Inoltre, vince altri due titoli: alle parallele e al corpo libero, ma cade tre volte dalla trave e non vince una medaglia. Non gareggia al volteggio per motivi di salute.
Ai Campionati Mondiali di Brisbane del 1994, Shannon vince un altro concorso individuale e batte di nuovo una ginnasta romena, Lavinia Miloșovici. Riesce anche a vincere il titolo alla trave, eseguendo un esercizio perfetto.
Ai Goodwill Games vince l'argento al volteggio e alle parallele asimmetriche, l'oro alla trave e al corpo libero. Ai Campionati Nazionali vince cinque medaglie d'argento, tutte le volte dietro Dominique Dawes.

### 1995: l'infortunio
Nel 1995 Shannon lotta contro gli infortuni, la stanchezza e la sua crescita improvvisa. Nonostante la vittoria agli American Classic, perde i Campionati Nazionali cadendo dalla trave, battuta dalla tredicenne Dominique Moceanu. Ai Campionati Mondiali ha buone probabilità di centrare una tripletta nel concorso individuale, ma è impossibilitata a partecipare a causa di un infortunio alla caviglia. Gareggia anche nel concorso a squadre e si qualifica in tutti e quattro gli eventi, ma riesce a malapena a camminare. Nonostante l'infortunio, riesce ad ottenere il punteggio più alto dell'intera squadra statunitense. Arriva al settimo posto alle parallele asimmetriche, al quarto posto alla trave. Finisce l'esperienza a Sabae con una medaglia di bronzo nel concorso a squadre.

### 1996: primo oro a squadre alle Olimpiadi di Atlanta
Alle prese con una grave tendinite al polso sinistro e una lesione al bicipite femorale, Shannon vince comunque i Campionati Nazionali del 1996 e diventa una delle probabili protagoniste delle prossime Olimpiadi di Atlanta. Qui presenta un nuovo volteggio (uno Yurchenko con un avvitamento e mezzo) e nuove abilità al corpo libero. Ancora una volta, è costretta a non partecipare ai Campionati Mondiali a causa degli infortuni e non prende parte neanche ai Trials Olimpici.
A luglio recupera dai suoi infortuni e riesce a competere ai suoi secondi Giochi Olimpici insieme a Dominique Dawes, Jaycie Phelps, Amy Chow, Dominique Moceanu, Kerri Strug e Amanda Borden. Shannon guida, come capitano, le Magnifiche Sette alla vittoria della medaglia d'oro nel concorso generale a squadre, la prima nella storia degli Stati Uniti d'America. Le sue performance, le migliori della sua squadra, le permettono di partecipare alla finale del concorso individuale. Qui, a metà gara, raggiunge la seconda posizione ma il suo polso peggiora sempre di più ed è costretta ad avere due iniezioni di cortisone. Nonostante ciò, il dolore persiste e i suoi esercizi non sono potenti come al solito. Non riesce a completare un nuovo elemento al corpo libero e finisce il concorso individuale all'ottavo posto, il più alto di tutta la squadra americana.
Shannon vince la medaglia d'oro alla trave e diventa la prima donna americana ad aver vinto la medaglia d'oro in questo attrezzo. Inoltre, è la prima ginnasta americana ad aver vinto una medaglia d'oro durante un'Olimpiade non boicottata. Conclude la sua carriera con sette medaglie olimpiche (due ori, due argenti e tre bronzi).

### 1997-2000: esperienze successive
Dopo l'esperienza olimpica, Shannon e le sue compagne di squadra partecipano al 100-city tour e a molte altre competizioni. Vince l'oro nel concorso individuale dei World University Games. Nel 2000, dopo due anni di pausa, torna a competere per poter partecipare alle Olimpiadi di Sydney. Compete ai Trials Olimpici, ma non ad altri eventi a causa di un infortunio al ginocchio e non viene selezionata.
Entra nella Gymnastics Hall of Fame USA e nella International Gymnastics Hall of Fame.
Shannon è l'unica donna, di qualsiasi sport, ad essere entrata per due volte nella Gymnastics Hall of Fame, individualmente e con la squadra. Con sette medaglie olimpiche e nove mondiali, la Miller è la ginnasta più decorata degli Stati Uniti d'America, femminile e maschile. Al momento, alla pari con Nastia Liukin, è la seconda ginnasta più decorata ai Campionati Mondiali (9), seconde ad Alicia Sacramone (10). Comunque, il medagliere di Shannon include due titoli individuali e altri cinque ori.

## Vita personale
Shannon sposa l'avvocato ed oculista Christopher B. Phillips nel giugno del 1999. La coppia si è separata nel 2004, quando Phillips ha accusato la Miller di infedeltà coniugale con un altro atleta.
Nel 2003 si diploma all'Università di Houston in Marketing e imprenditorialità. L'anno seguente entra nel Boston College Law School e si diploma nel 2007. In agosto dello stesso anno si fidanza con John Falconetti, trentanovenne presidente della Drummond Press ed ex presidente della Contea di Duval (Florida). La coppia si è sposata il 25 agosto 2008 e hanno un figlio, Rocco.
Nel febbraio 2011, Shannon rivela che le è stato diagnosticato un carcinoma dell'ovaio, che viene rimosso chirurgicamente il mese successivo, e si sottopone a tre cicli di chemioterapia, dal 7 marzo al 2 maggio 2011. A settembre è completamente guarita dal tumore.
Attualmente è presidente della Shannon Miller Lifestyle: Health and Fitness for Woman, una fondazione contro l'obesità infantile.